# Ван Хелсинг (филм)
Ван Хелсинг (енгл. Van Helsing) је акциони хорор из 2004. о ловцу на чудовишта Габријелу ван Хелсингу који је режирао, продуцирао и написао Стивен Самерс. Главне улоге тумаче Хју Џекман и Кејт Бекинсејл. Филм је премијерно приказан 7. маја 2004.

## Прича
У Трансилванији 1887. доктор Франкенштајн (Самјуел Вест) оживљава своје чудовиште уз помоћ Игора (Кевин Џеј О’Конор) и грофа Дракуле (Ричард Роксбург). Након што Дракула убија доктора који одбија да му дозволи да уз помоћ чудовишта оживи своју децу, Франкенштајн успева да побегне од незадовољних сеоских мештана, али само до оближње ветрењаче, где гине у пожару.
Годину дана касније Витезови Светог Реда са седиштем у Ватикану шаљу Габријела (Хју Џекман) који пати од амнезије да убије Дракулу и његове веренице како би га зауставио у покушају да убије два последња члана породице Валеријус, Велкана (који веома брзо постаје вукодлак) (Вил Кемп) и Ану (Кејт Бекинсејл). На пут у Румунију са Габријелом креће и калуђер Карл (Дејвид Венам). Ван Хелсинг на крају убија Дракулу, али у општој борби добра и зла гине и Ана (Кејт Бекинсејл).

## Пријем код публике
Филм је укупно зарадио нешто више од 300 милиона америчких долара што је скоро дупло више од буџета. Упркос томе критичари су углавном негативним оценама описивали квалитет филма, а познати сајт Покварени парадајзи му је доделио 22/100 тврдећи да пати од претераног коришћења специјалних ефеката.